# Schloss Nettlingen
Schloss Nettlingen ist ein in Nettlingen bei Hildesheim in Niedersachsen gelegenes Schloss, das um 1570 von Kurt von Saldern erbaut wurde.

## Beschreibung
Das Schloss als ehemaliger Renaissancebau ist ein rechtwinkliger Flügelbau mit verputzter Fassade und Schieferdach. Mittig zwischen den Gebäudeflügel steht ein Treppenturm mit Renaissanceportal. Im Westflügel befindet sich ein großer Saal, der heute unterteilt ist. Der Keller war mit Schießscharten ausgestattet. Wall, Graben und Mauer schirmten das Schloss ab.

## Geschichte
In dem 1022 erwähnten Nettlingen gab es ein von 1166 bis 1520 nach dem Ort benanntes Niederadelsgeschlecht. Es wurde 1320 vom Kloster St. Michael in Hildesheim hier mit einem Wallhof belehnt. Über zwei weitere Besitzer kam der Hof 1552 an die Herren von Salder. Diese bauten um 1570 die noch bestehende zweiflügelige Renaissanceanlage.
Über den Verkauf des im Unterhalt teuren Gebäudes nahm 1605 die Brauergilde in Hildesheim Verhandlungen auf, die 1611 zum Abschluss kamen. Aber schon im folgenden Jahre trat die Brauergilde das Schloss für 28.000 Reichstaler dem Landdrost Arend von Wobersnow ab. Er stand in Diensten des Braunschweiger Herzogs Friedrich Ulrich.
Auf der Rückreise von Paris nach Moskau im Jahr 1717 übernachtete Zar Peter mit seiner Frau im Nettlinger Schloss. Ebenso soll Napoleon während seiner Eroberungsfeldzüge im Schloss gerastet haben.
Das Schloss wurde 1803 durch den hildesheimischen Regierungspräsidenten Theodor Josef von Wrede gekauft und von diesem auf seine Neffen Carl und Caspar von Wrede zu Amecke vererbt. 1909 wurde das Gut durch die Freiherren von Wrede an die Freiherren von Cramm verkauft, die es noch vor dem Zweiten Weltkrieg weiterveräußerten. 1909 wurde hier der Tennisspieler Gottfried von Cramm geboren.
Heute befinden sich im Schloss Mietwohnungen.